# Лубенцівський
Лубенцівський — загальнозоологічний заказник місцевого значення. Об'єкт розташований на території Новомиколаївського району Запорізької області, 1,5 км на захід від села Богунівка.
Площа — 142,9 га, статус отриманий у 1998 році.